# Carl Hohnbaum

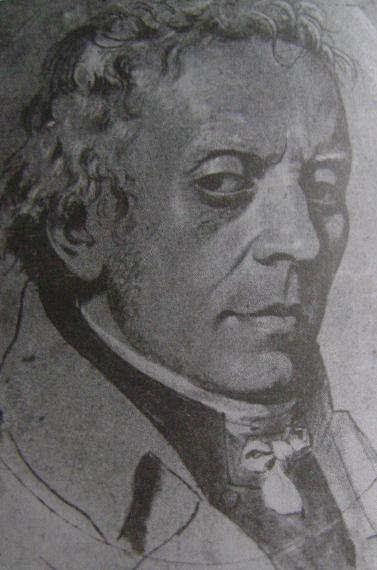
Carl Hohnbaum, Kreidezeichnung von Carl August Keßler

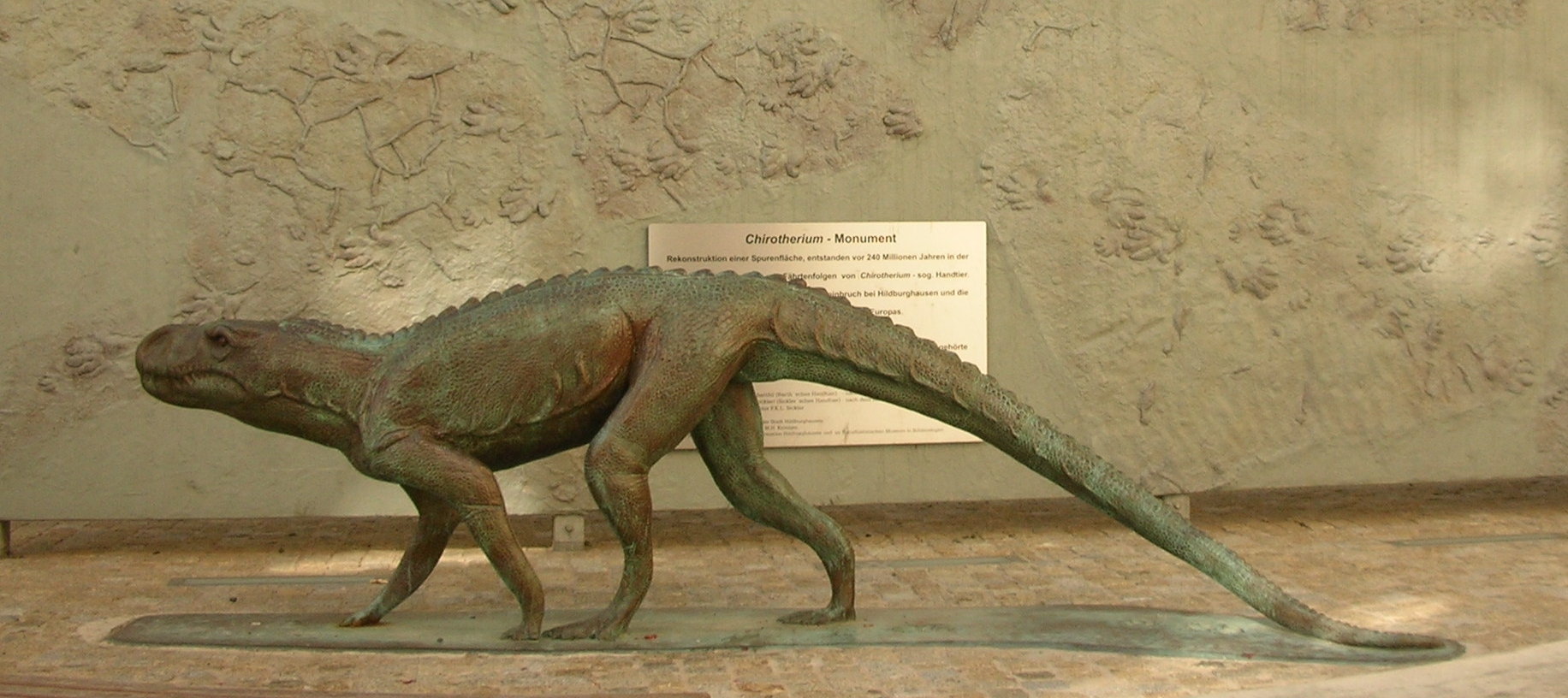
Chirotherium-Monument in Hildburghausen mit einer Darstellung der von Hohnbaum mitentdeckten Fährtenplatte

Carl Hohnbaum (* 12. Januar 1780 in Coburg; † 17. September 1855 in Hildburghausen) war ein deutscher Arzt und Publizist.

## Leben
Carl Hohnbaum war Sohn des Coburger Hofpredigers und späteren Rodacher Superintendenten Christian Hohnbaum. Nach seiner Ausbildung am Gymnasium in Coburg studierte er in Bamberg, Wien und der Jena bis 1806 Medizin. Er heiratete 1809 Julie Hildebrandt, die Tochter eines Erlanger Professors. Im Jahr 1813 wurde er zum Mitglied der Deutschen Akademie der Naturforscher Leopoldina gewählt.
Hohnbaum praktizierte zunächst in Rodach und später in Hildburghausen, wo er von Herzogin Charlotte zum Hofmedikus berufen wurde. Er wurde Amtsarzt und Hofrat in Sachsen-Hildburghausen sowie erster Leibarzt des Herzogs Friedrich. Nach dem Wegzug des Hofes nach Altenburg 1826 trat Hohnbaum in den Dienst des Herzogs von Sachsen-Meiningen.
Als Amtsarzt wurde Hohnbaum 1819 verpflichtet, einen Entwurf zur Errichtung einer „Irrenanstalt“ in Hildburghausen auszuarbeiten, den er 1828 fixierte. Darin propagiert Hohnbaum ein besonderes Arzt-Patient-Verhältnis, die Einrichtung einer kleineren, gemeindenahen psychiatrischen Klinik, wobei es ihm darum ging, „Genesende zur Wiederkehr in die menschliche Gemeinschaft vorzubereiten“. Hohnbaum gilt als einer bedeutendsten Reformatoren der „Irrenbehandlung“ in Deutschland und wird als konzeptioneller Begründer des heutigen Fachkrankenhauses für Psychiatrie und Neurologie GmbH in Hildburghausen angesehen, dessen Bau 11 Jahre nach seinem Tod erfolgte.
Carl Hohnbaum war ein enger Freund von Ludwig Nonne, Friedrich Rückert, Carl Barth und Joseph Meyer, die alle in Hildburghausen wirkten. Hohnbaum war Rückerts literarischer Kritiker und Berater, der ihm seine Arbeiten gelegentlich vor ihrem Erscheinen zur Durchsicht überließ, mit Ludwig Nonne war er Mitherausgeber der gesellschaftskritischen Dorfzeitung, für Joseph Meyer, der Hohnbaum die Verlegung seines Bibliographischen Institutes von Gotha nach Hildburghausen verdankte, schrieb er in dessen Lexikon den Artikel „Arzt“ und mit Carl Barth und Friedrich Sickler gilt er als Entdecker der Fährtenplatten des Chirotherium bartii. Hohnbaum veröffentlichte über 100 Publikationen, Gedichte und mehrere Bücher. Von 1830 bis 1832 gab er zusammen mit Ferdinand Jahn das Medicinische Conversationsblatt heraus – eine der ersten medizinischen Zeitschriften.

## Schriften (Auswahl)
- Über Lungenschlagfluss. Erlangen 1816.
- Über das Fortschreiten des Krankheitsprozesses. Hildburghausen 1826.
- Über die Pulsation der Oberbauchgegend. Hildburghausen 1837
- Psychische Gesundheit und Irrsein. Leipzig 1845.